# قصر خزام (جدة)
قصر خُزَام، قصر تاريخي يقع في مدينة جدة غرب السعودية، كان أحد القصور الملكية التي يسكنها الملك عبد العزيز آل سعود، بعد أن كان يقيم لفترة من الزمن في بيت نصيف. يعد القصر أول بناء في السعودية يستخدم فيه الإسمنت والحديد، وقد كانت صورة بوابته على العملة الورقية السعودية. تحول القصر فيما بعد إلى متحف تحت مسمى متحف جدة الإقليمي.

## الموقع
يقع قصر خزام في وسط حي النزلة اليمانية الذي يعتبر أحد أحياء جدة القديمة الشعبية، الواقع جنوب شرقي مدينة جدة.

## تاريخ القصر

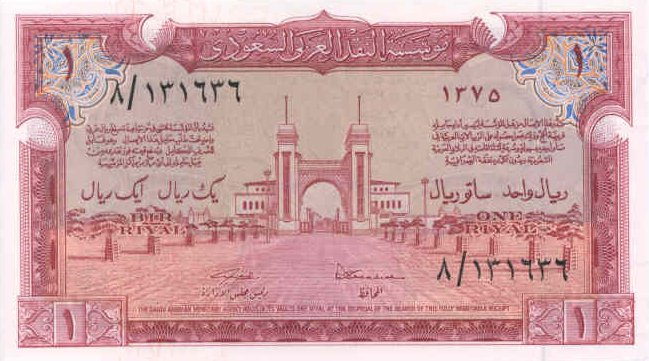
واجهة عملة ورقية من فئة ريال لإيصال حجاج ظهرت قبل الريال السعودي، يتوسطها رسم لبوابة قصر خزام بجدة.

تعود بداية بناء قصر خزام إلى سنة 1928م، وقد استغرق بناؤه خمسة أعوام بواسطة مجموعة المعجل، حيث اكتمل بناؤه سنة 1932م، وقد سمي القصر بخزام بسبب كثرة وجود نبات الخزامى في المنطقة التي بني عليها، وكان القصر مقراً للملك عبد العزيز آل سعود ومن ثم لابنه سعود بن عبد العزيز. شهد قصر خزام الكثير من الأحداث المهمة كان أبرزها أول وأهم اتفاقية سعودية للتنقيب عن البترول. في سنة 1981م وجَّه فهد بن عبد العزيز بتحويل القصر إلى متحف، بعد أن نقل إدارته إلى وكالة الآثار والمتاحف بوزارة المعارف، حيث قامت الوكالة بترميم جزء من مقدمة القصر، وافتتح في مارس 1995م.

### في عهد الملك عبد العزيز
أمضى عبد العزيز آل سعود جانباً من حياته العملية في قصر خزام، الذي يعد أول قصر بناه بعد إقامته لفترة في بيت نصيف، وكان قد استخدمه ديواناً يستقبل فيه ضيوف الدولة وكبار المسؤولين وعامة الشعب، فقد شهد القصر توقيع اتفاقيات ومعاهدات ومذكرات سياسية هامة في التاريخ السعودي، فقد تم في القصر في عهد الملك عبد العزيز توقيع اتفاقية الامتياز للتنقيب عن البترول بين الحكومة السعودية والتي كان قد مثلها عبد الله السليمان، وشركة ستاندرد أويل أوف كاليفورنيا ومثلها مستر لويد هاملتون في 29 مايو 1933م. كما تم توقيع مذكرات متبادلة مع مصر بشأن بعض المشاريع العمرانية في 29 يوليو 1940م، وتم توقيع معاهدة صداقة وحسن جوار مع الكويت، وفي سنة 1943م تم فيه تجديد معاهدة جدة مع حكومة بريطانيا. تم في القصر أيضاً توقيع اتفاقية تجارية مع سوريا، وتوقيع اتفاقية مطار الظهران مع الولايات المتحدة الأميركية، بالإضافة إلى توقيع معاهدة صداقة مع باكستان.

### في عهد الملك سعود

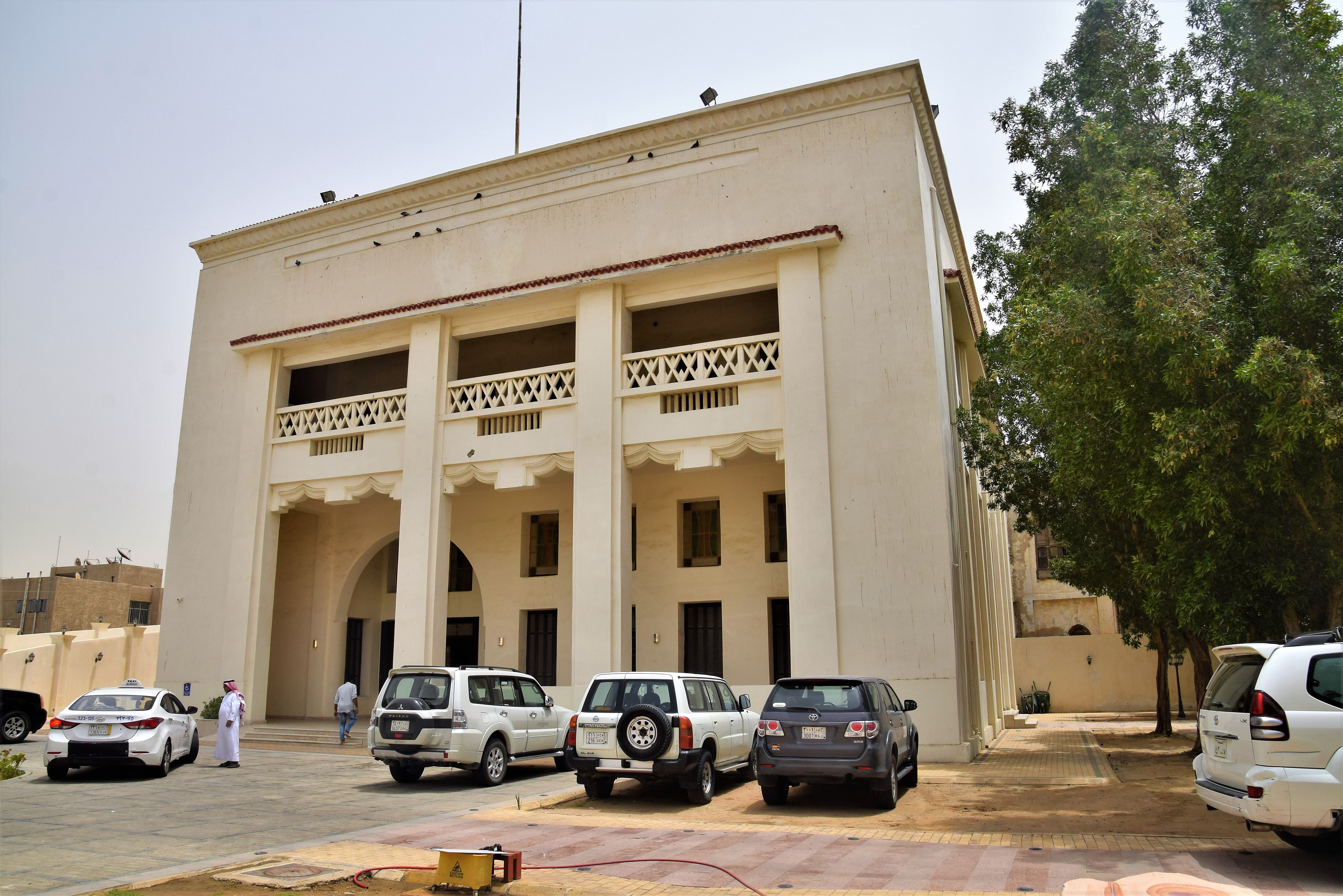

بعد وفاة الملك عبد العزيز، استخدم الملك سعود القصر كمكاتب إدارية حتى عام 1963م، حيث ضم القصر إلى قصور الضيافة وأضاف إليه بعض المرافق، وقد وضع صورة بوابته الرئيسية على العملة الورقية في عام 1955. وأشار المعاصرون إلى أن القصر كان يشكل قبلة جدة الحكومية وإليه كانت الوفود الرسمية تأتي في مهمات دبلوماسية، وكان منظر الحراسات الأمنية يشكل معلماً لشارع الميناء (الملك خالد حالياً)، حيث تقع عليه بوابة القصر الرئيسية.

## مكونات القصر
يتكون القصر من طابقين وملحقات في الجهتين الجنوبية والغربية، ويحيط به سور بارتفاع ثلاثة أمتار تقريباً، وللقصر مدخل رئيسي عبارة عن بوابة عالية تتكون من برجين متقابلين متشابهين في التصميم المعماري والزخرفي، وهناك بوابة أخرى تعتبر أصغر من السابقة تتكون من برجين متقابلين متشابهين، وقد شيدت البوابتان في وقت لاحق بعد الانتهاء من تشييد القصر الذي شيد بالأحجار الجيرية الصلبة المقطوعة من ساحل البحر الأحمر والمعروفة باسم «الحجر المنقبي»، وهي المادة الأساسية التي كانت تستخدم في بناء المباني بمدينة جدة، كذلك استخدمت مواد أخرى مثل البطحاء والإسمنت والرمل وحديد التسليح والأخشاب. للقصر ثلاث وجهات، الجنوبية وتطل على حي النزلة اليمانية، ثم الواجهة الشمالية التي تطل على مصلى العيد، فالغربية التي تطل على منطقة السبيل. ويقول معاصرون لتاريخ قصر خزام أن القصر يدل على نمط الطراز المعماري الذي كان سائدا في البناء في تلك الحقبة.

## متحف جدة الإقليمي
تم تحويل القصر إلى «متحف جدة الإقليمي»، الذي يعتبر واحداً من أبرز المتاحف السعودية، وكان قد انتقل القصر لوكالة الآثار والمتاحف، وتم تحويله في عام 1981م إلى متحف بتوجيه من الملك فهد بن عبد العزيز آل سعود فقامت وكالة الآثار والمتاحف بوزارة المعارف بترميم جزء من مقدمة القصر، وافتتح في مارس 1995م، وقد روعي في الترميم المحافظة على طابع المبنى المعماري، وتم تحويل جزء من القصر إلى متحف.

### قاعات المتحف

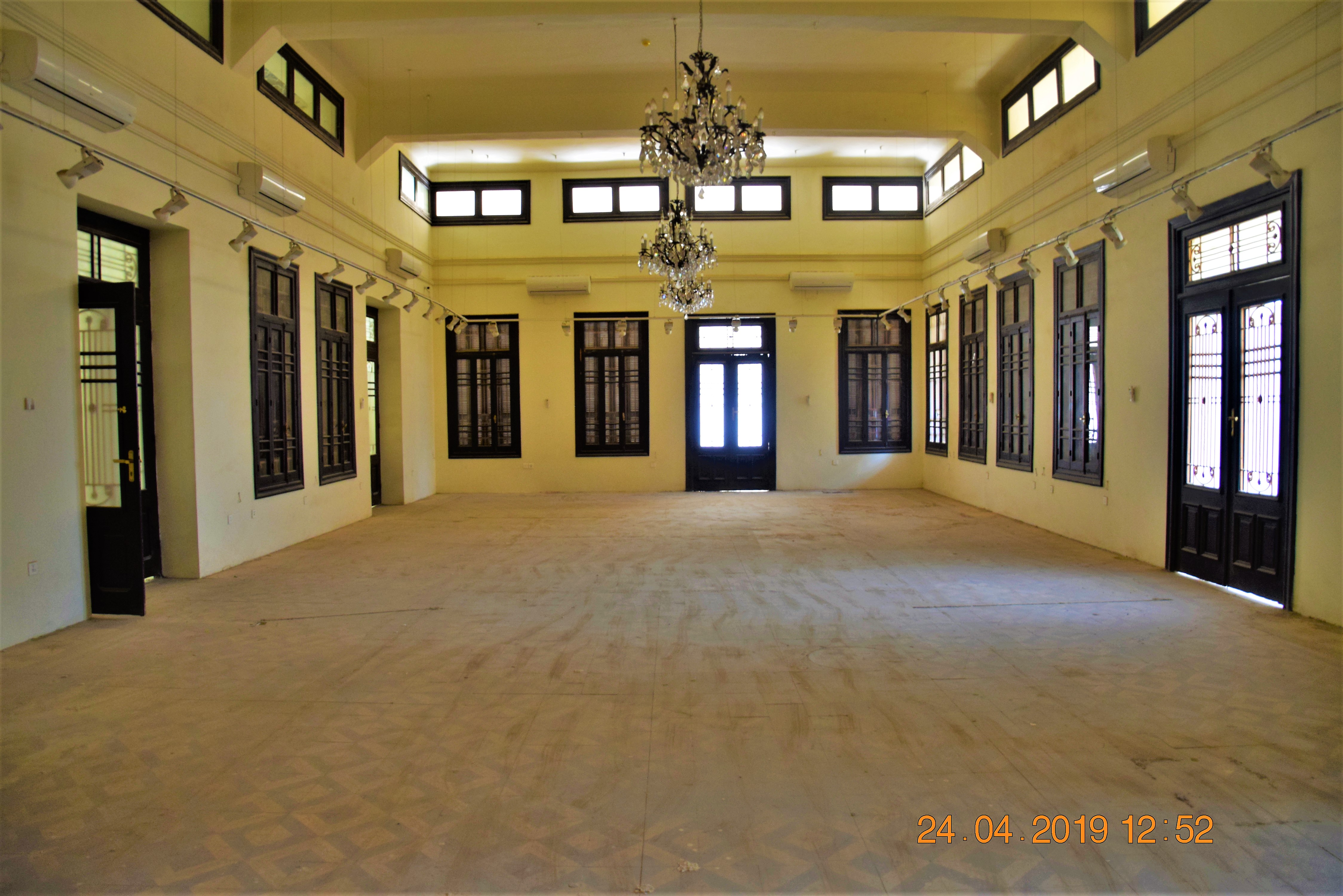

يضم المتحف ست قاعات تمثل في محتواياتها العصور التاريخية متدرجة من عصور التاريخ القديم مروراً بالعصور الإسلامية وصولاً إلى العصر الحديث. يضم بهو القاعات آية قرآنية، ولوحة أخرى تعرّف بالمتاحف الموجودة في السعودية، وصوراً للمسجد الحرام والمسجد النبوي بعد التوسعة في عهد الملك فهد بن عبد العزيز، إضافة إلى مركب صيد تقليدي يوضح أهمية الثروة البحرية في حياة سكان جدة، ويتميز المكان بسقف عالي مزين بثريتين، وهناك سلم طويل مفروش بسجادة حمراء.
- قاعة عصور ما قبل التاريخ: وتضم أدوات تمثل حياة الإنسان الأولى في تلك الفترة والتي مارس من خلالها حياة الجمع والالتقاط ثم الصيد والترحال، حتى صنع أدواته من المواد المتوافرة في البيئة ومن أهمها الحجارة، والأدوات المعروضة هي مفارم ومكاشط وسواطير ورؤوس سهام، كما تضم القاعة قطعاً فخارية من حضارة العبيد تعود إلى أكثر من خمسة آلاف عام وهي من المنطقة الشرقية، وموجودات أثرية من موقع تيماء تعود إلى 550 عاماً قبل الميلاد، ومن مدائن صالح (100-300 قبل الميلاد)، ودومة الجندل (1250 قبل الميلاد)، ونجران (850- 250 قبل الميلاد)، وديدان (400 قبل الميلاد)، وكتابات بخط المسند، وصخور وأحجار أخذت من حفرية أصحاب الأخدود بنجران.
- قاعة العصور الإسلامية: تقع في الطابق الثاني وتحتوي على معروضات من بداية التاريخ الإسلامي إلى التاريخ الحديث لشبه الجزيرة العربية والدولة السعودية، وتضم القاعة رسوماً توضح انتشار الإسلام في العالم، وصوراً للأماكن المقدسة، ودرب زبيدة وطرق الحج المصري ونسخاً من المصاحف ونماذج من العملات الإسلامية وعدداً من الأحجار الشاهدية التي عثر عليها في مقبرة المعلاة بمكة المكرمة، إضافة إلى مخطوطات إسلامية وأوان فخارية وحجرية، وصورة لمسجد عمر بن الخطاب بالجوف.
- قاعة جدة: تحتوي على معروضات عن مدينة جدة وما طرأ عليها من تطور من خلال صور وخرائط قديمة للمدينة بسورها القديم وبواباتها وعدد من صور الرواشين القديمة، مثل بيت نصيف المجسم في منتصف القاعة، ومعلق على الجدران صور لأشهر بيوت جدة، وصورة لمنارة الشافعي التي تعد أقدم منارة في جدة،
- قاعة الملك عبد العزيز : تقع بالطابق الثاني، وبها مجلس الملك عبد العزيز بمقاعده التركية بلونها الأحمر وزخرفتها الذهبية، ويتصدر المجلس كرسيه وعصاه الخشبي وتليفونه الأسود القديم إلى جانب العديد من الصور التاريخية النادرة مع رؤساء الدول والوفود الرسمية للمملكة مثل صورته التي التقطت عام 1945م مع ملك مصر فاروق، وأخرى مع الرئيس الأمريكي روزفلت، ومع حاكم الكويت مبارك الصباح وغيرها، كما يوجد عدد من المراسلات والوثائق التي خطت باليد والموقعة منه شخصياً.
- قاعة الملك سعود بن عبد العزيز : بها مكتبة خشبية فخمة خاصة بالملك سعود وما تضمه من مقعد وثير، إضافة إلى أن القاعة تضم عصاه وتليفونه وسيوفه ومنها القردة التي تستخدم في العرضة، وطقم الشاي الخاص به المصنوع من البورسلين الفاخر باللونين الأبيض والأزرق القاتم، إضافة إلى صحن مطلي بالذهب، وتحتوي أيضاً على العملات الورقية والمعدنية التي صكت في عهده وبعض من نياشينه والأوسمة التي تقلدها وعدد من الطوابع وبعض من مقتنياته الخاصة كالثلاث مرايات، كما تضم العديد من الوثائق والمراسلات بين الملك عبد العزيز والملك سعود عندما كان ولياً للعهد، وبعض المطبوعات القديمة في عهده، كما تضم أيضاً صوره مع رؤساء الدول والوفود الرسمية للعديد من الدول التي تبلغ نحو 70 صورة.
- قاعة التراث الشعبي: متخصصة بكل ما يتعلق بالتراث الشعبي، فهي تضم عدداً من الملابس التقليدية والحلي الفضية التراثية لبعض مناطق المملكة وأدوات المعيشـة اليومية كأدوات الطبخ وأوانيها ودلال القهوة وأدوات الغسيل الثقيلة كالمكواة والأسلحة وأدوات الكتابة كالمحبرة واللوح الخشبي الذي يخط عليه وبعض المصنوعات المحلية الجلدية، إضافة إلى بعض الأعمال اليدوية المصنوعة بالسعف.

توجد في فناء المتحف مجموعة من الصخور الكبيرة عليها نقوش صخرية تتمثل في رسوم لحيوانات كانت سائدة في منطقة أبحر الشمالية «مكان الصخور الأصلية» وقد جرى نقلها إلى فناء المتحف، وتعود الرسوم التي عليها للعصر الحجري. كما يحظى المتحف بزيارات عديدة، وذلك من قِبل طلاب المدارس والمواطنين والمقيمين والوفود الرسمية وضيوف الدولة والسفراء والقناصل والوفود الأجنبية من عدد من الدول العربية والأوروبية، بالإضافة إلى الباحثين والدارسين في هذا المجال.
مؤخراً أعلنت أمانة جدة عن مجموعة مشاريع لشركة جدة للتنمية والتعمير، المشروع الأول لتطوير منطقتي قصر خزام والسبيل بهدف تطوير كامل المنطقة بدءاً من قصر خزام ووصولاً إلى وسط البلد، وتطوير محور الملك عبد الله الثقافي، إضافة إلى تخصيص مقر دائم لمنظمة المؤتمر الإسلامي، وتخصيص مساحة لتوسعة البنك الإسلامي، والتجديد الحضري للمناطق العفوية إلى جانب زيادة رقعة المساحة الخضراء، ولحل المشاكل الأمنية والمرورية بالمنطقة ودعم التنمية الاقتصادية.

## وصلات خارجية
- بتكلفة 21 مليون ريال .. «السياحة» توقع عقد إنشاء متحف قصر خزام بجدة
- متحف قصر «خزام» في جدة .. تحت سقفه نُقِش التاريخ